# Amine Mahroug
Mohamed Amine Mahroug (Brussel, 25 april 2008) is een Belgisch voetballer van Ivoriaanse afkomst die onder contract ligt bij RSC Anderlecht.

## Clubcarrière
Mahroug begon zijn jeugdopleiding bij FC Ganshoren, maar sloot zich op achtjarige leeftijd aan bij RSC Anderlecht. In februari 2024 ondertekende hij zijn eerste profcontract, dat hem tot medio 2027 aan de club verbond. Op 15 februari 2025 maakte hij zijn profdebuut in het shirt van de RSCA Futures, het beloftenelftal van de club in Eerste klasse B: in de 5-0-competitiezege tegen Lommel SK mocht hij in de 88e minuut invallen voor Ibrahim Kanaté.

## Clubstatistieken
| Seizoen         | Club            | Land            | Competitie      | Competitie | Competitie | Beker | Beker | Supercup | Supercup | Europees | Europees | Totaal | Totaal |
| Seizoen         | Club            | Land            | Competitie      | Wed.       | Dlp.       | Wed.  | Dlp.  | Wed.     | Dlp.     | Wed.     | Dlp.     | Wed.   | Dlp.   |
| --------------- | --------------- | --------------- | --------------- | ---------- | ---------- | ----- | ----- | -------- | -------- | -------- | -------- | ------ | ------ |
| 2024/25         | RSCA Futures    | Vlag van België | Eerste klasse B | 1          | 0          | —     | —     | —        | —        | —        | —        | 1      | 0      |
| Carrière totaal | Carrière totaal | Carrière totaal | Carrière totaal | 1          | 0          | 0     | 0     | 0        | 0        | 0        | 0        | 1      | 0      |

Bijgewerkt op 16 februari 2025.
33 Vercauteren ·
34 Bouchouari ·
48 Montegnies ·
50 Barry ·
51 Baouf ·
52 Nicaise ·
53 Colassin ·
59 Vergeylen ·
62 Goto ·
63 Vanhoutte ·
64 Masscho ·
65 Engwanda ·
66 Haentjens ·
67 Moutha-Sebtaoui ·
68 Monticelli ·
69 Ure ·
71 Engwanda ·
73 Lapage ·
74 De Cat ·
77 Mendel-Idowu ·
78 Tajaouart ·
79 Maamar ·
80 Decorte ·
81 Diallo ·
83 Degreef ·
Coach: Coen